# Кім Сон Гук (боксер)
Кім Сон Гук (нар. 11 квітня 1984) — північнокорейський боксер, срібний призер Олімпійських ігор 2004 і учасник Олімпійських ігор 2008, чемпіон Азії (2007).

## Боксерська кар'єра
Кім Сон Гук зайняв 1-е місце на Азійському кваліфікаційному до Олімпійських ігор 2004 турнірі.

### Виступ на Олімпіаді 2004
(кат. до 57 кг)
- У другому раунді змагань переміг Константина Купатадзе (Грузія) — 25-14
- У чвертьфіналі переміг Муідін Ганіу (Нігерія) — 32-11
- У півфіналі переміг Віталія Тайберта (Німеччина) — 29-24
- У фіналі програв Олексію Тищенко (Росія) — 17-39

На чемпіонаті Азії 2005 завоював срібну медаль, програвши у фіналі Мехрулаху Лассі (Пакистан).
2006 року, програвши у півфіналі Баходиру Султонову (Узбекистан), отримав бронзову медаль Азійських ігор.
На чемпіонаті Азії 2007 в категорії до 60 кг став чемпіоном, подолавши у фіналі Бекзода Хидірова (Узбекистан). На чемпіонаті світу 2007 переміг чотирьох суперників, а у півфіналі програв Доменіко Валентіно (Італія) і отримав бронзову медаль.

### Виступ на Олімпіаді 2008
(кат. до 60 кг)
Програв у першому раунді змагань Дауда Сов (Франція) — 3-13